# Grania maricola
Grania maricola är en ringmaskart som beskrevs av Rowland Southern 1913. Grania maricola ingår i släktet Grania och familjen småringmaskar. Arten är reproducerande i Sverige. Inga underarter finns listade i Catalogue of Life.